# Paisie Aghioritul
Sfântul Cuvios Paisie Aghioritul (greacă Γέρων Παΐσιος ο Αγιορείτης, născut Arsenios Eznepidis; n. 25 iulie 1924, Çamlıca⁠(d), Yahyalı⁠(d), Provincia Kayseri, Turcia – d. 12 iulie 1994, Monastery of St. John the Theologian at Souroti⁠(d), Macedonia și Tracia⁠(d), Grecia) a fost un călugar ortodox care a trăit la Sfântul Munte Athos. Este îngropat în incinta Mănăstirii "Sfântul Ioan Evanghelistul" din Suroti, lângă Salonic. Paisie Aghioritul este cel mai renumit pentru învățăturile sale spirituale.
În sedinta din 13 ianuarie 2015, Sfântul Sinod a proclamat cu unanimitate canonizarea Cuviosului Paisie Aghioritul și înscrierea în Sinaxarul Bisericii Ortodoxe a Greciei având data de pomenire 12 iulie. În România, Sfântul Sinod a adoptat înscrierea și în Calendarul Bisericii Ortodoxe Române, începând cu 2016, a Sfântului Cuvios Paisie Aghioritul. 
A făcut mai multe profeții despre al treilea război mondial și sfârșitul lumii.

## Cărți traduse în limba română
- Semnele vremurilor - 666, Editura Evanghelismos, București
- Sfântul Arsenie Capadocianul, Editura Evanghelismos, București, 2006
- Părinti aghioriti. Flori din gradina Maicii Domnului, Editura Evanghelismos, București
- Starețul Hagi Gheorghe Athonitul, Editura Evanghelismos, București
- Epistole, Editura Evanghelismos, București